# Appleton East and West
Appleton East and West – civil parish w Anglii, w North Yorkshire, w dystrykcie (unitary authority) North Yorkshire. W 2001 civil parish liczyła 76 mieszkańców.